# 雁掛峠
雁掛峠（かりかけとうげ）は、群馬県多野郡上野村と埼玉県秩父市との境にある峠である。

## 概要
- 標高は約1,370m[要出典]である。
- 整備状況は登山道程度[要出典]。

## 周辺
- 赤岩峠